# 1430'erne
Århundreder: 14. århundrede – 15. århundrede – 16. århundrede
Årtier: 1380'erne 1390'erne 1400'erne 1410'erne 1420'erne – 1430'erne – 1440'erne 1450'erne 1460'erne 1470'erne 1480'erne
År: 1430 1431 1432 1433 1434 1435 1436 1437 1438 1439
Begivenheder
Personer